# 292
Cette page concerne l'année 292  du calendrier julien. Pour l'année 292 av. J.-C., voir 292 av. J.-C. Pour le nombre 292, voir 292 (nombre).
L'année 292 est une année bissextile qui commence un vendredi.

## Événements
- 6 juillet : érection de la plus ancienne stèle maya datée à Tikal[1].

## Naissances en 292
- Pacôme le Grand, fondateur du cénobitisme chrétien.